# إيرل بارتليت
إيرل بارتليت (بالإنجليزية: Earl Bartlett)‏ هو لاعب كرة قدم أمريكية أمريكي، ولد في 16 ديسمبر 1908 في بورسيل في الولايات المتحدة، وتوفي في 1987.

## وصلات خارجية
- إيرل بارتليت على موقع مرجع كرة القدم المحترفة.كوم (الإنجليزية)